# Ковальчук Ольга Вікторівна
Ольга Вікторівна Ковальчук (нар. 19 лютого 1976, м. Степногорськ, Казахстан) — майстер спорту України міжнародного класу. 
Займається стрільбою кульовою у Одеському регіональному центрі з фізичної культури і спорту інвалідів «Інваспорт».
Дворазова чемпіонка Кубку світу 2013, Срібна призерка Чемпіонату Європи 2013, чемпіонка світу 2014, срібна та бронзова призерка Кубку світу 2015, бронзова призерка Кубку світу 2016. Учасниця XIV літніх Паралімпійських ігор 2012 року.
Користується інвалідним візком.

## Державні нагороди
- Орден княгині Ольги III ступеня (4 жовтня 2016) — За досягнення високих спортивних результатів на XV літніх Паралімпійських іграх 2016 року в місті Ріо-де-Жанейро (Федеративна Республіка Бразилія), виявлені мужність, самовідданість та волю до перемоги, утвердження міжнародного авторитету України[4]